# Formholz
Formholz ist ein Oberbegriff für zwei- oder dreidimensional verformte Produkte aus Vollholz (Bugholz), aus Furnieren (Formsperrholz, Formschichtholz, Kunstharzpressholz) oder aus Fasern und Spänen (Formspanholz/Spanformholz). 
Die Verformung geschieht durch Hitze und Druck. Dadurch wird das Holz dauerhaft formverändert und kann für Innenausbauten oder Sitzmöbel benutzt werden. Berühmte Beispiele für Sitzmöbel, die mit diesem Herstellungsverfahren gefertigt wurden, sind die 7er Serie von Arne Jacobsen und der Lounge Chair von Ray und Charles Eames.